# Günther Grabatin
Günther Grabatin (* 30. Juni 1950) ist ein deutscher Diplom-Wirtschafts-Ingenieur, Autor zahlreicher Schriften und war von März 2006 bis März 2016 in zweiter Amtszeit Präsident der Technischen Hochschule Mittelhessen.

## Leben
Grabatin wuchs in Leider, einem Stadtteil von Aschaffenburg, auf. Er besuchte die Aschaffenburger Oberrealschule und wechselte 1965 auf ein hessisches Gymnasium. Nach dem Abitur studierte er von 1970 bis 1976 Wirtschaftsingenieurwissenschaften an der TU Darmstadt. Im Jahre 1980 verfasste er seine Dissertation unter dem Titel Effizienz von Organisationen (Verleger Berlin ; New York : de Gruyter, 1981, ISBN 3-11-008432-5). Grabatin ist seit 1994 an der FH Gießen-Friedberg (seit März 2011 Technische Hochschule Mittelhessen) tätig, war ab 2003 Dekan des Fachbereichs Wirtschaftsingenieurwesen und war vom 1. März 2006 bis zum 31. März 2016 Präsident der Technischen Hochschule Mittelhessen. Sein Nachfolger wurde Matthias Willems. Seine Lehr- und Forschungstätigkeit leistet er hauptsächlich im Fachbereich Wirtschaftsingenieurwesen. Seine Fachgebiete sind Rechnungswesen und Controlling, und er ist Leiter des TransMIT-Zentrums für Strategisches Facility Management.

## Werke (Auswahl)
- Betriebswirtschaft für Facility Management : Betriebswirtschaftliche Grundlagen, Einführung in kaufmännische Prozesse, wie Rechnungswesen und Controlling, für die Dienstleistung Facility Management, Wuppertal TAW-Verlag, 2001, ISBN 3-930526-23-9
- Zur Einführung des Umsatzkostenverfahrens: Der Weg vom GKV zum UKV; Konzept, Schritte, Differenzen, mit Gross, Ralf; Verlag Gießen; Friedberg: Forum Prozessinnovation, 1996
- Gruppenarbeit in einem mittelständischen Unternehmen: Konzept, Implementierung und Erfahrungen, mit Jäger, Michael; Gießen; Friedberg: Forum Prozessinnovation, 1997
- Organisation und Führung von Business-Units: Eine Studie zur Empfehlung von „Autonomiegraden“ für Business-Units; mit Solmsdorff, Markus, Verlag Friedberg: Forum Prozessinnovation, 1997
- FM-Rating Ehrenheim, F.; Heß, T.; Verlag Friedberg: Forum Prozessinnovation, 2002[5]
- Facility Management: Praxisorientierte Einführung und aktuelle Entwicklungen, Verlag Wissenschaft & Praxis; 4. Auflage, 2008, ISBN 3-89673-447-4